# NGC 2244
NGC 2244 (również NGC 2239 lub OCL 515) – gromada otwarta znajdująca się w gwiazdozbiorze Jednorożca. Zawiera młode i jasne gwiazdy, które powstały około 4 milionów lat temu z materii mgławicy Rozeta. Jej jasność widzialna wynosi 4,8m i jest oddalona od Ziemi o około 5,4 tys. lat świetlnych.

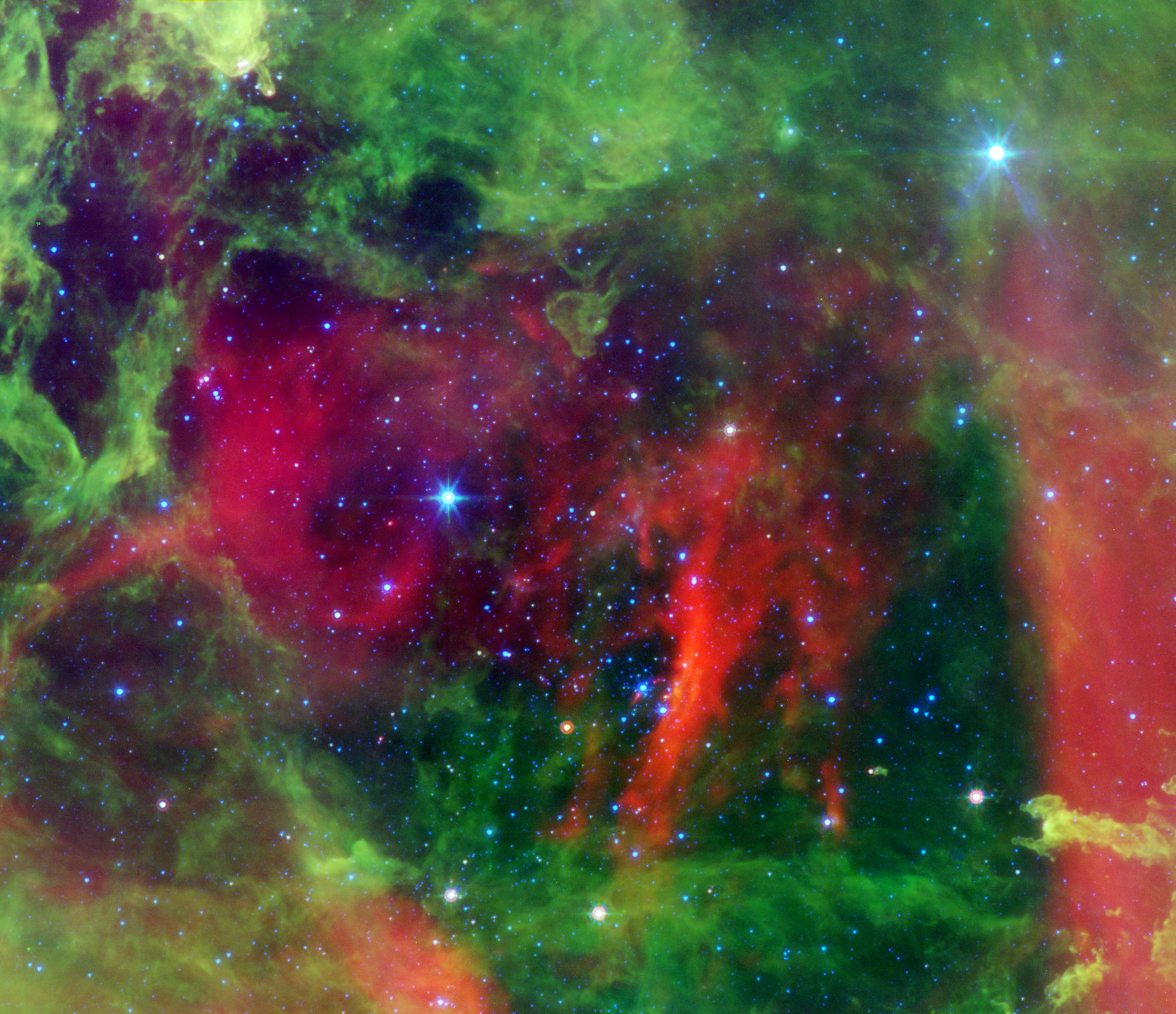
Zdjęcie gromady NGC 2244 w podczerwieni wykonane przez Kosmiczny Teleskop Spitzera.

Gromada ta została odkryta 17 lutego 1690 roku przez Johna Flamsteeda. W marcu 1830 roku obserwował ją John Herschel, jego obserwacja została skatalogowana przez Dreyera jako NGC 2239.
Niektórzy autorzy nazwę NGC 2239 stosują dla innej gromady otwartej, widocznej w tle mgławicy Rozeta, na zachód od jej środka. Gromada ta znajduje się w odległości ok. 12,7 tys. lat świetlnych od Ziemi.